# 奧西喬克
49°27′8″N 27°45′50″E / 49.45222°N 27.76389°E
奧西喬克（烏克蘭語：Осічок），是烏克蘭的村落，位於該國西南部文尼察州，由文尼察區負責管轄，始建於1895年，面積0.05平方公里，海拔高度282米，2001年人口98，人口密度每平方公里1,849.06人。